# Эккерт, Генрих Амброз
Генрих Амброз Эккерт (нем. Heinrich Ambros Eckert; 16 октября 1807, Вюрцбург — 10 февраля 1840, Мюнхен) — немецкий художник-баталист и униформист.

## Биография
Родился в 1807 году в Вюрцбурге в семье мясника. Рано проявив интерес к живописи, поступил в ученики к провинциальному живописцу, а в 1825 году, 18-летним юношей, приехал в Мюнхен, где поступил в Мюнхенскую академию художеств, в которой в дальнейшем учился под руководством ведущих немецких баталистов Петера фон Гесса и Альбрехта Адама. 
В начале 1830-х годов совершил ряд поездок по Европе с образовательными целями, посетил Францию, Тироль, и, возможно, Россию. 
В 1834 году вернулся в Мюнхен, и уже в следующем году стал соучредителем литографической фирмы («литографии», здесь — по аналогии с типографией) «Монтен унд Эккерт» (совместно с Дитрихом Монтеном). Фирма специализировалась, в первую очередь, на печатании литографий с изображением униформ различных стран, сгруппированных в серии по странам. Вместе серии по странам составляли комплект «Все воинские части Европы», включавший около 800 уникальных иллюстраций. В 1835—40 годах Монтен и Эккерт сами печатали серии своих литографий в Мюнхене, а в 1838—43 годах полный комплект иллюстраций был опубликован издателем Кристианом Вайсом в Вюрцбурге.
Помимо работы в качестве художника-униформиста, Эккерт писал батальные сцены маслом, охотничьи сцены, а также прибрежные и портовые пейзажи.
Скончался художник Эккерт в Мюнхене в 1840 году.

### Военная форма шведской армии ок. 1840 года в литографиях Эккерта и Монтена

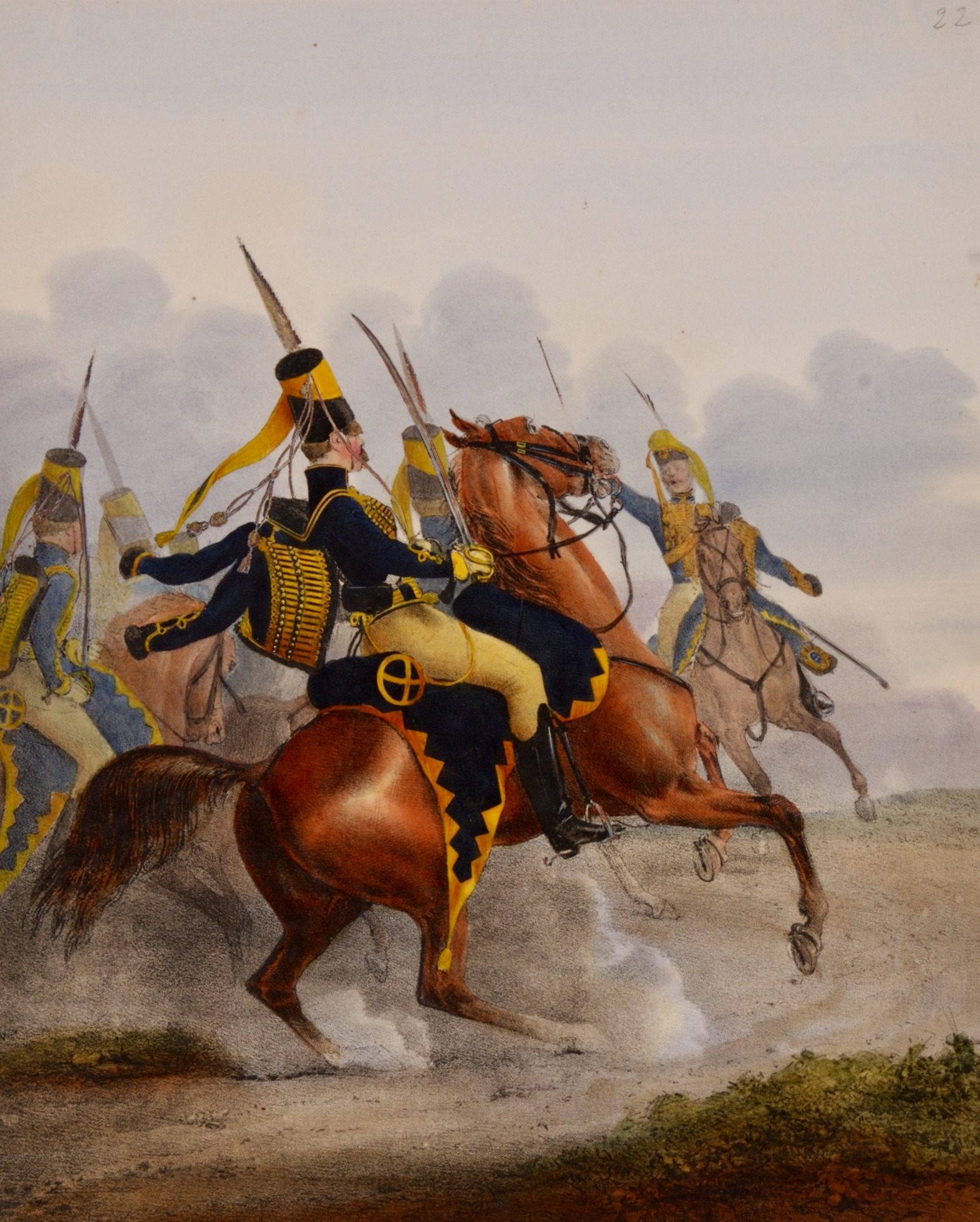
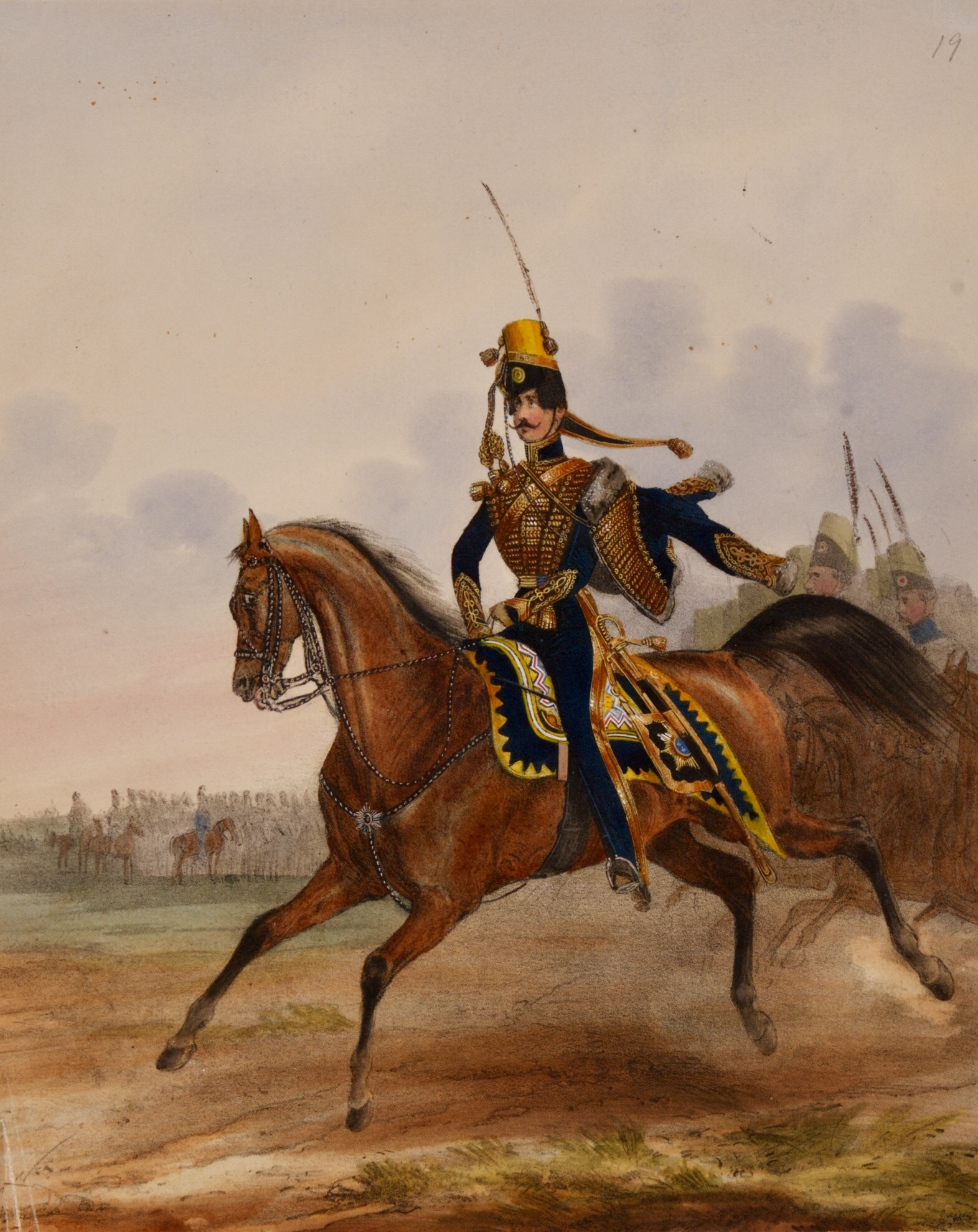
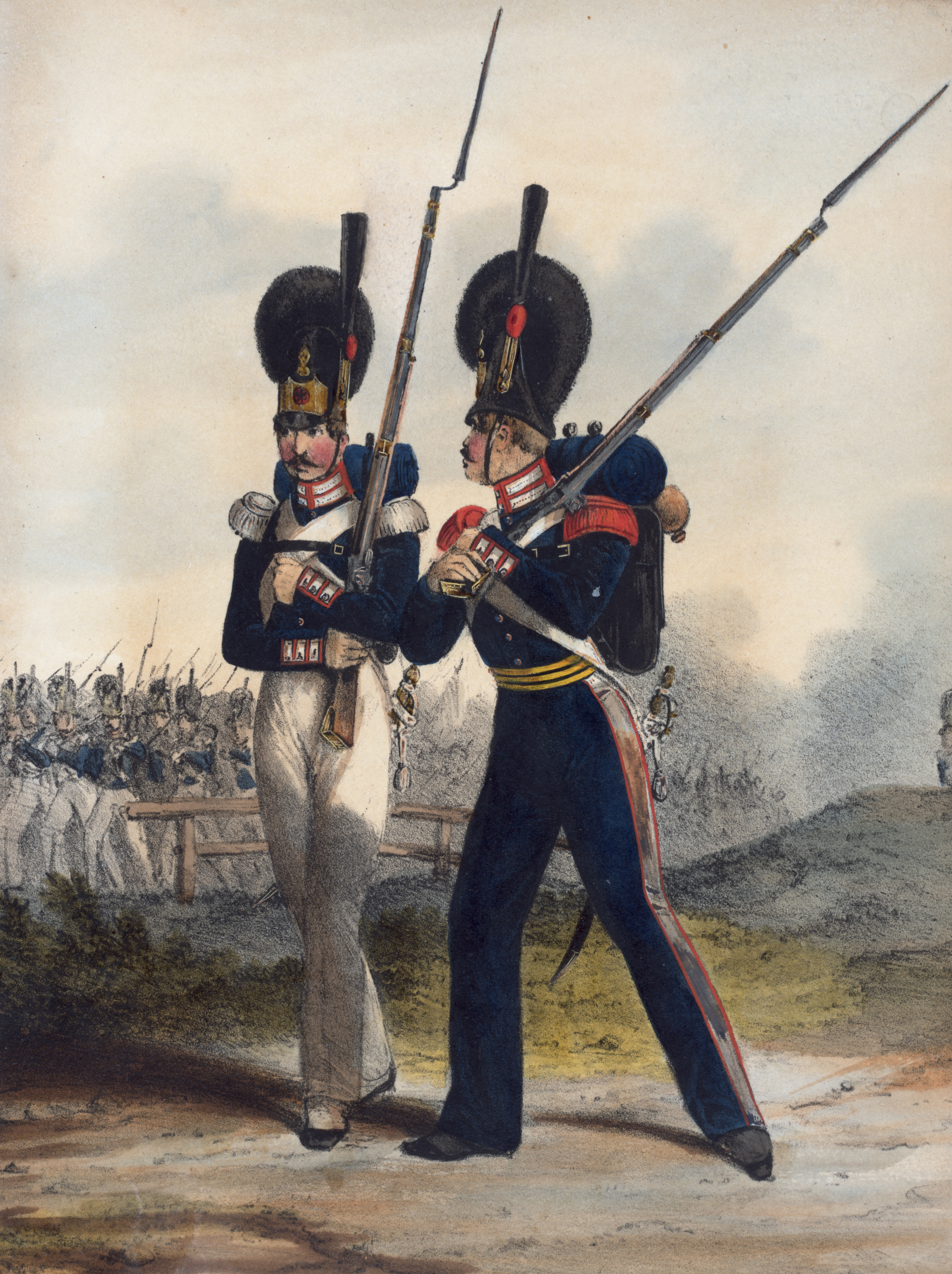
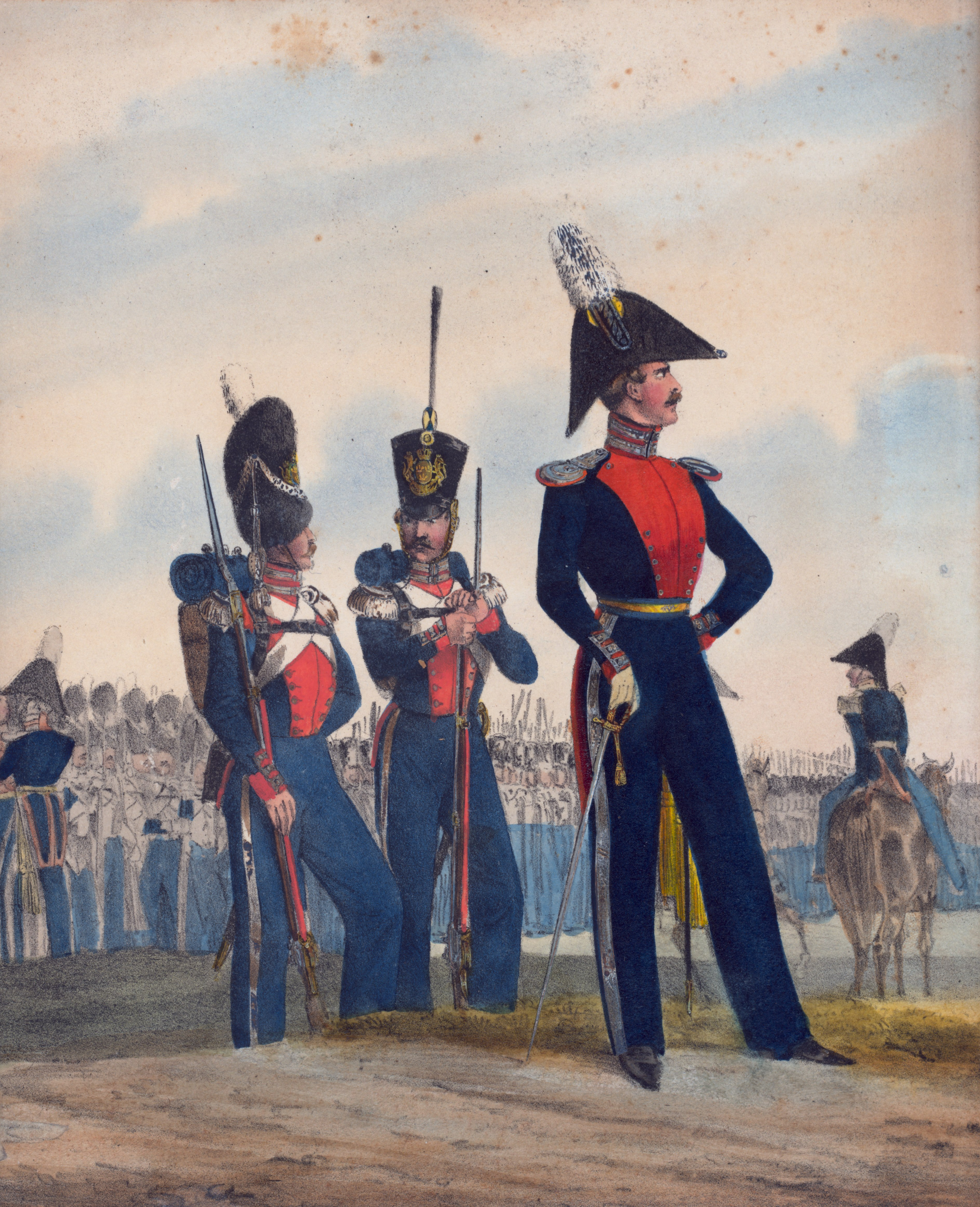
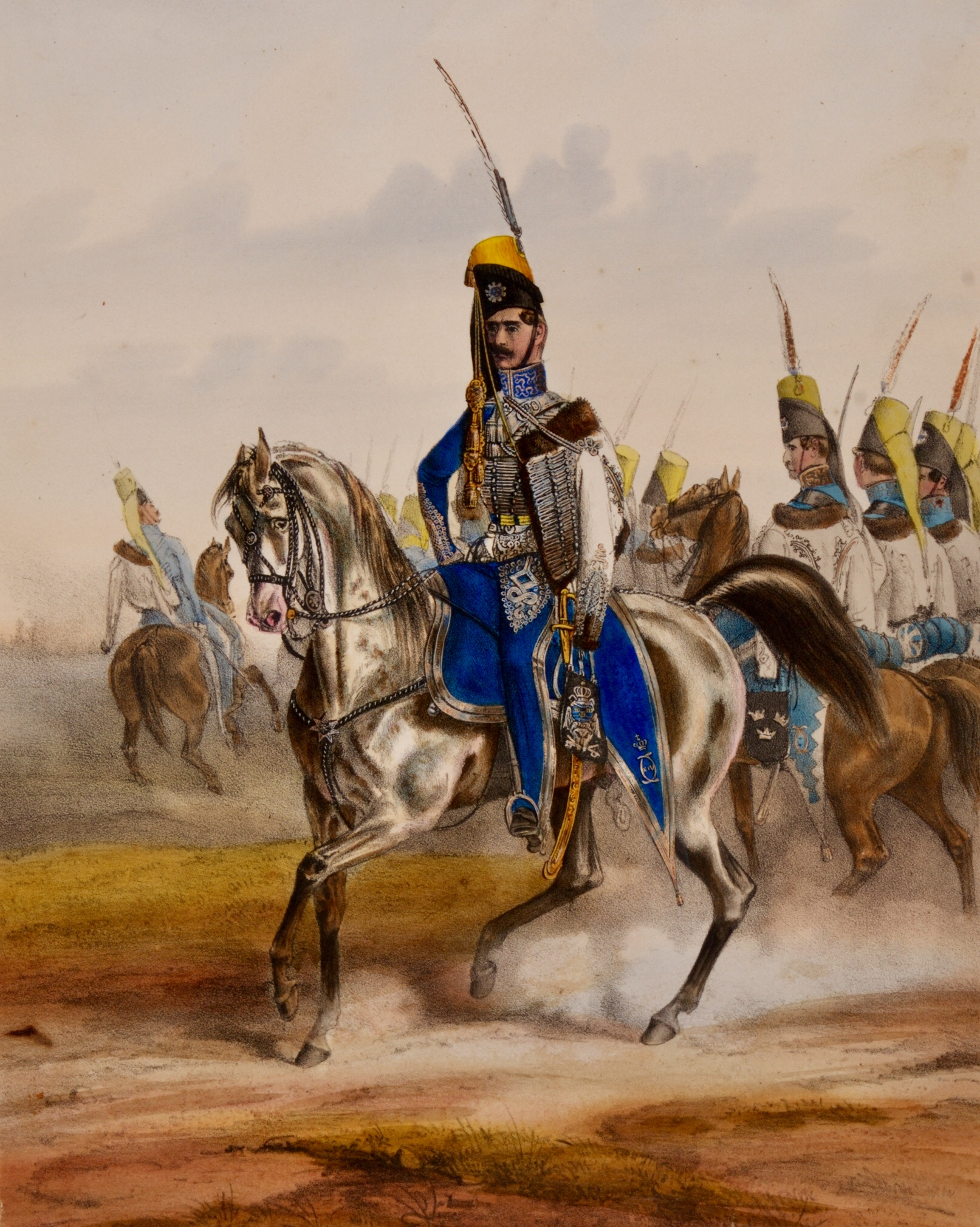
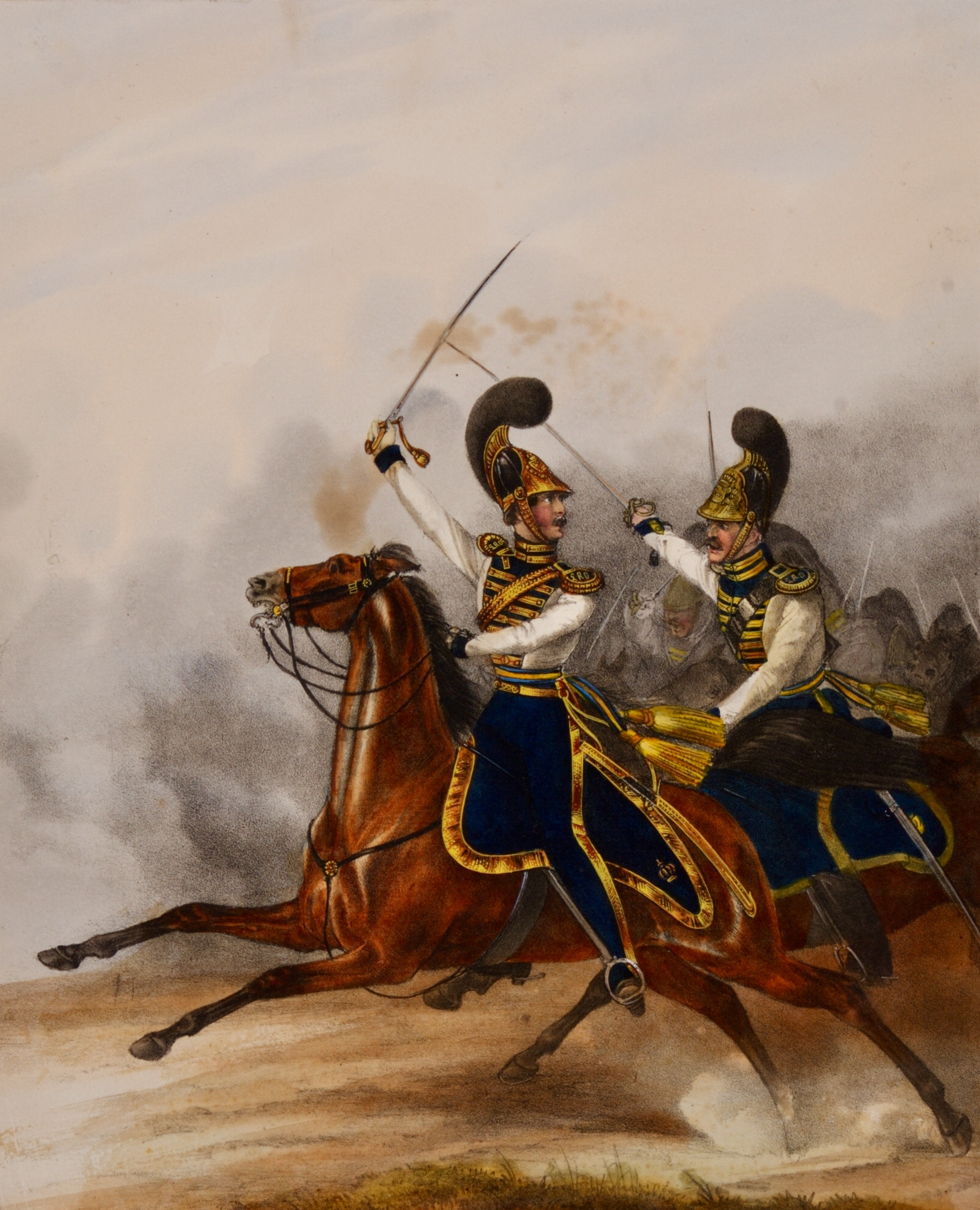
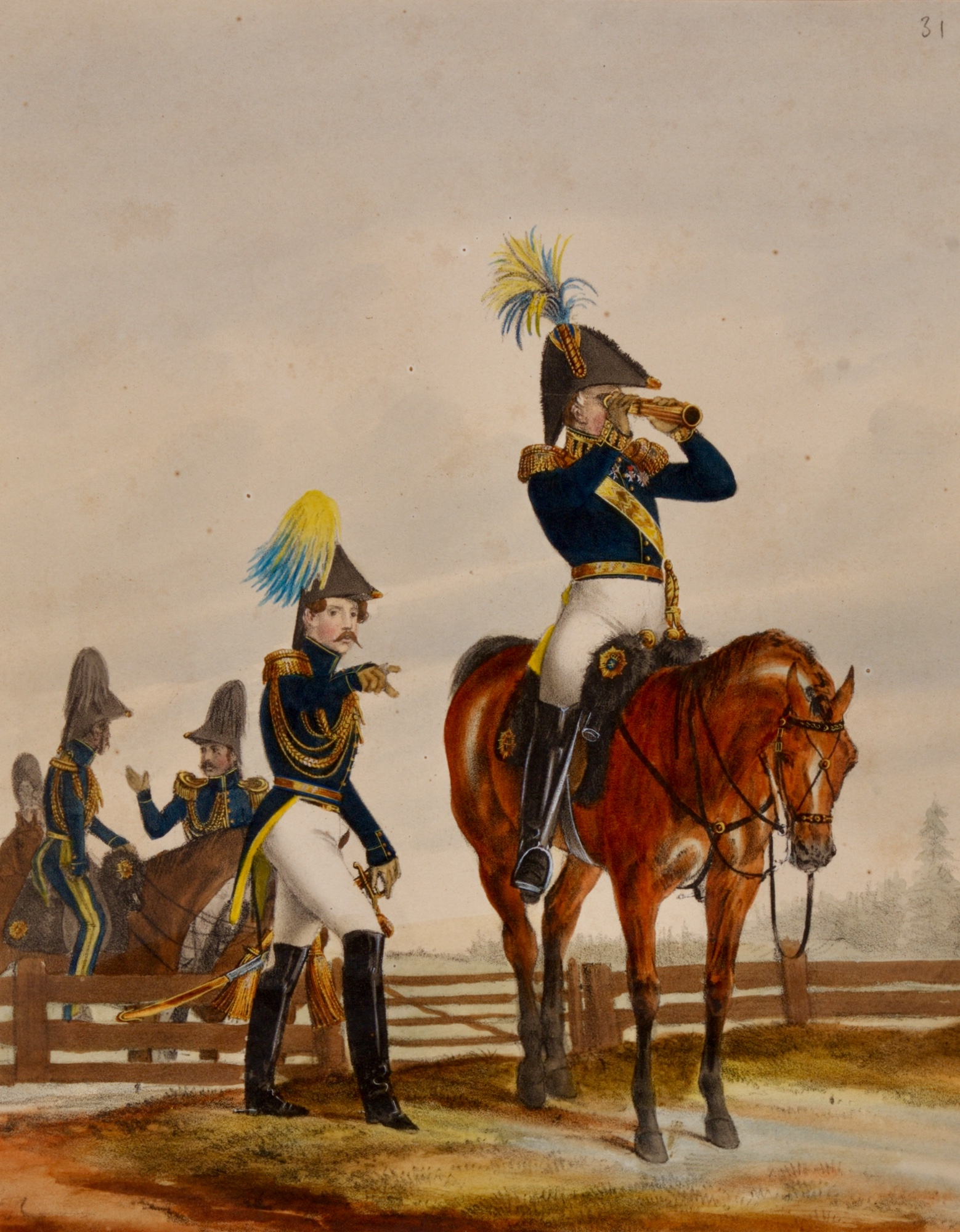
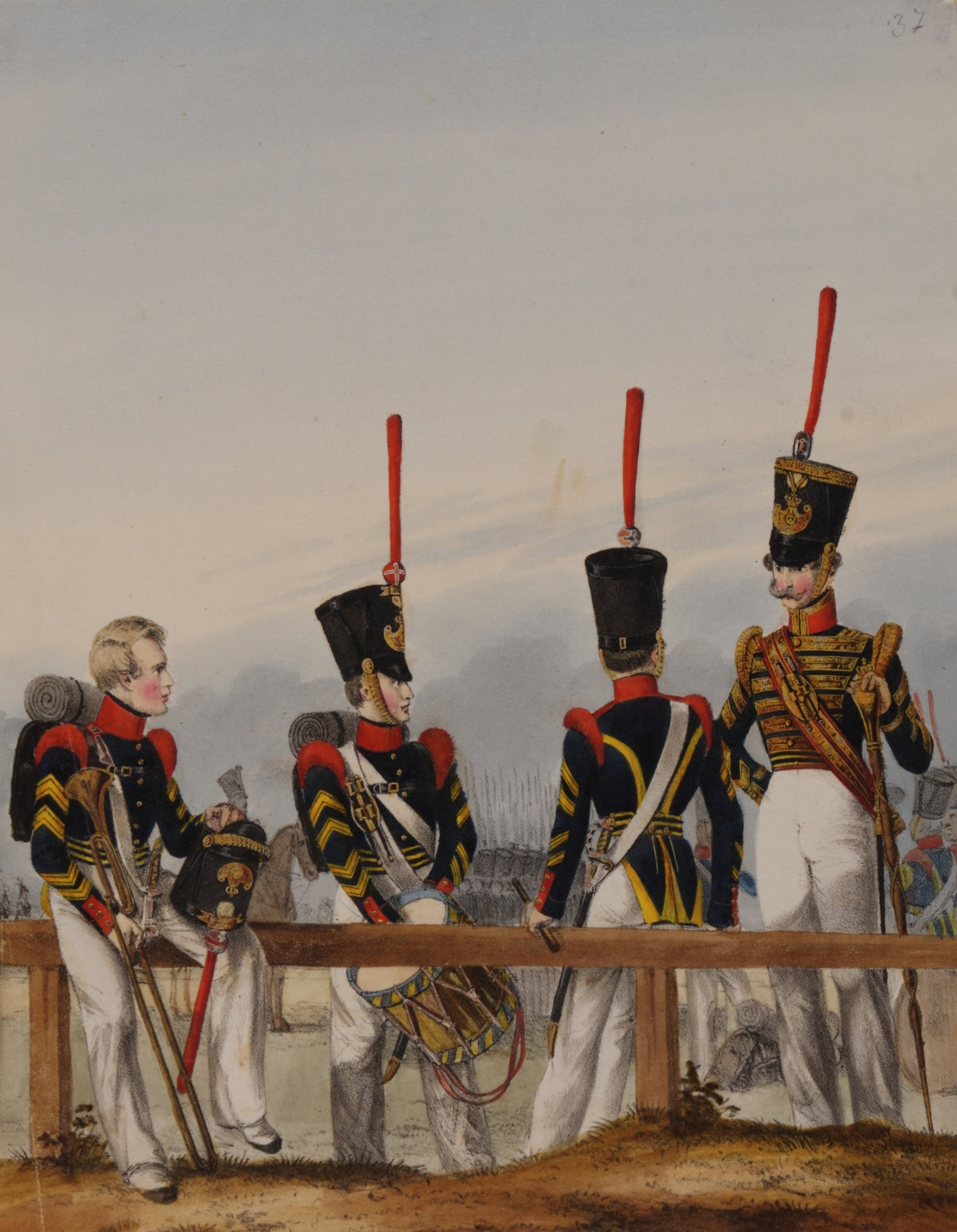

## Галерея

### Другие работы

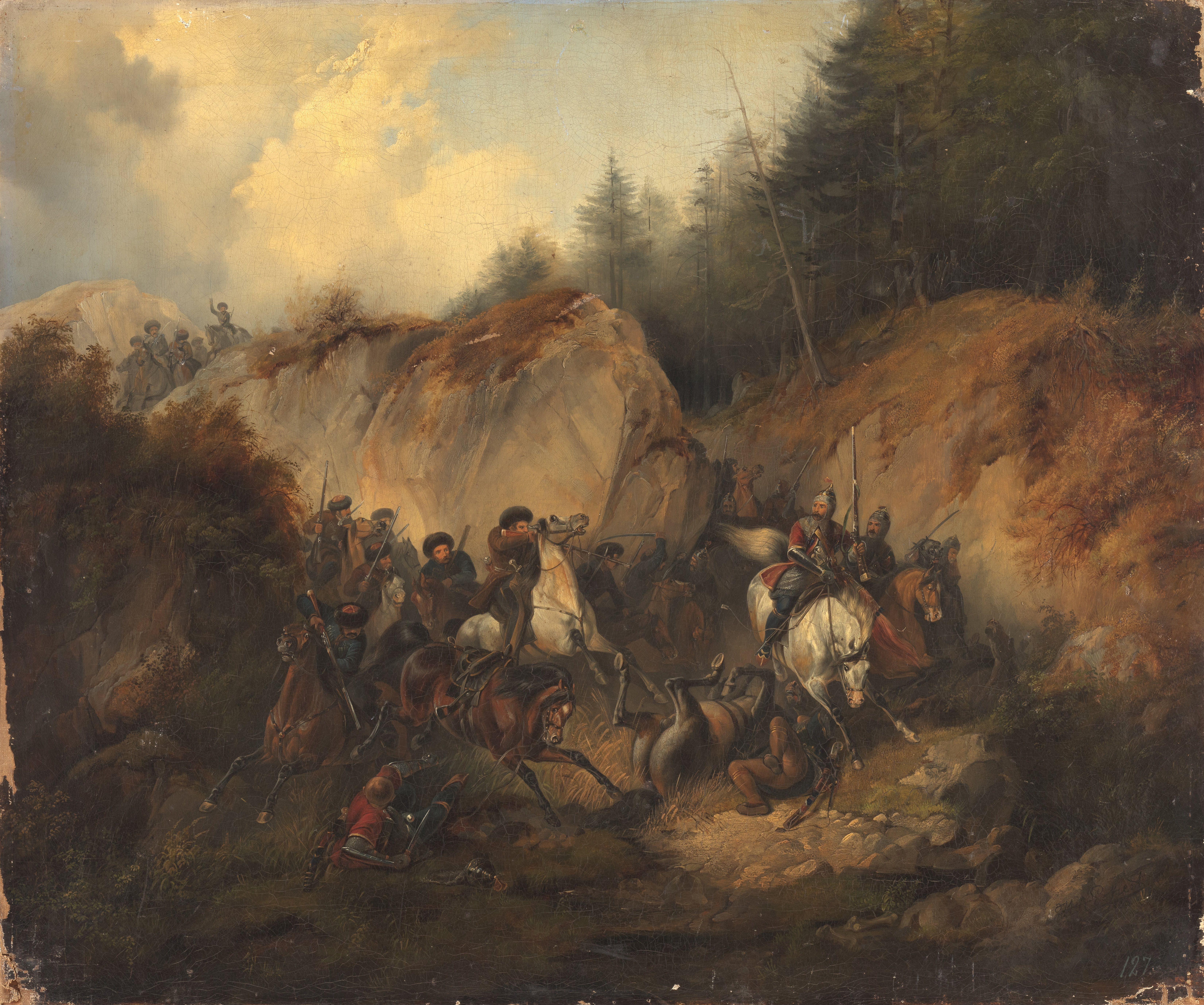
Эпизод Кавказской войны. Бой казаков с черкесами. 1838, Дагестанский музей изобразительных искусств имени П. С. Гамзатовой
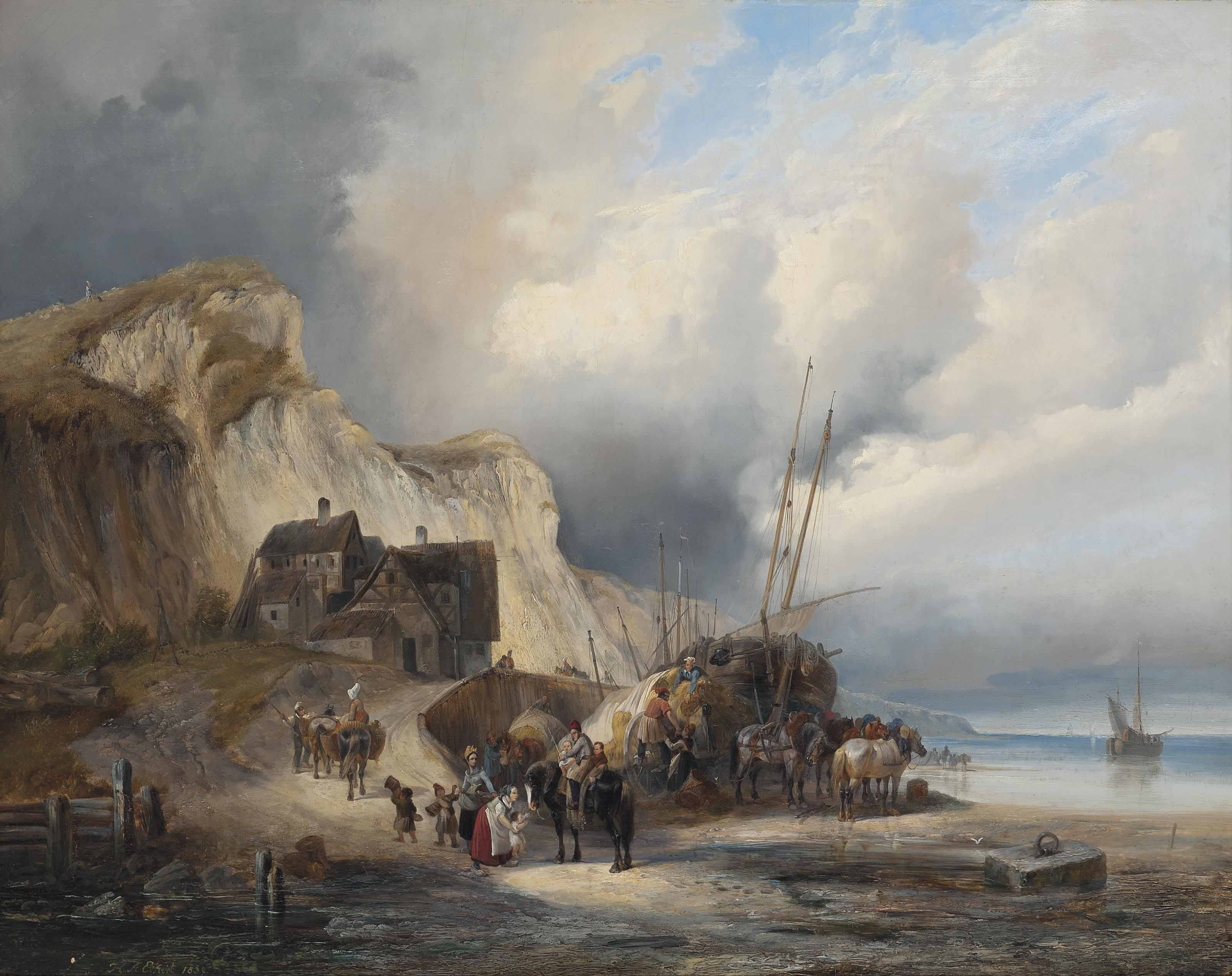
Нормандский пейзаж, 1839, частное собрание
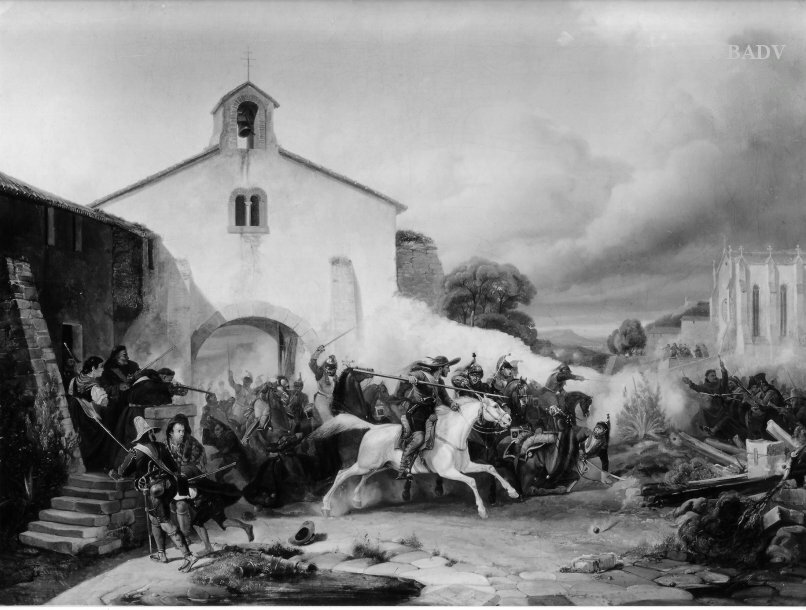
Эпизод Пиренейской войны. Французы штурмуют монастырь, обороняемый герильясами. 1832, картина утрачена в годы Второй мировой войны
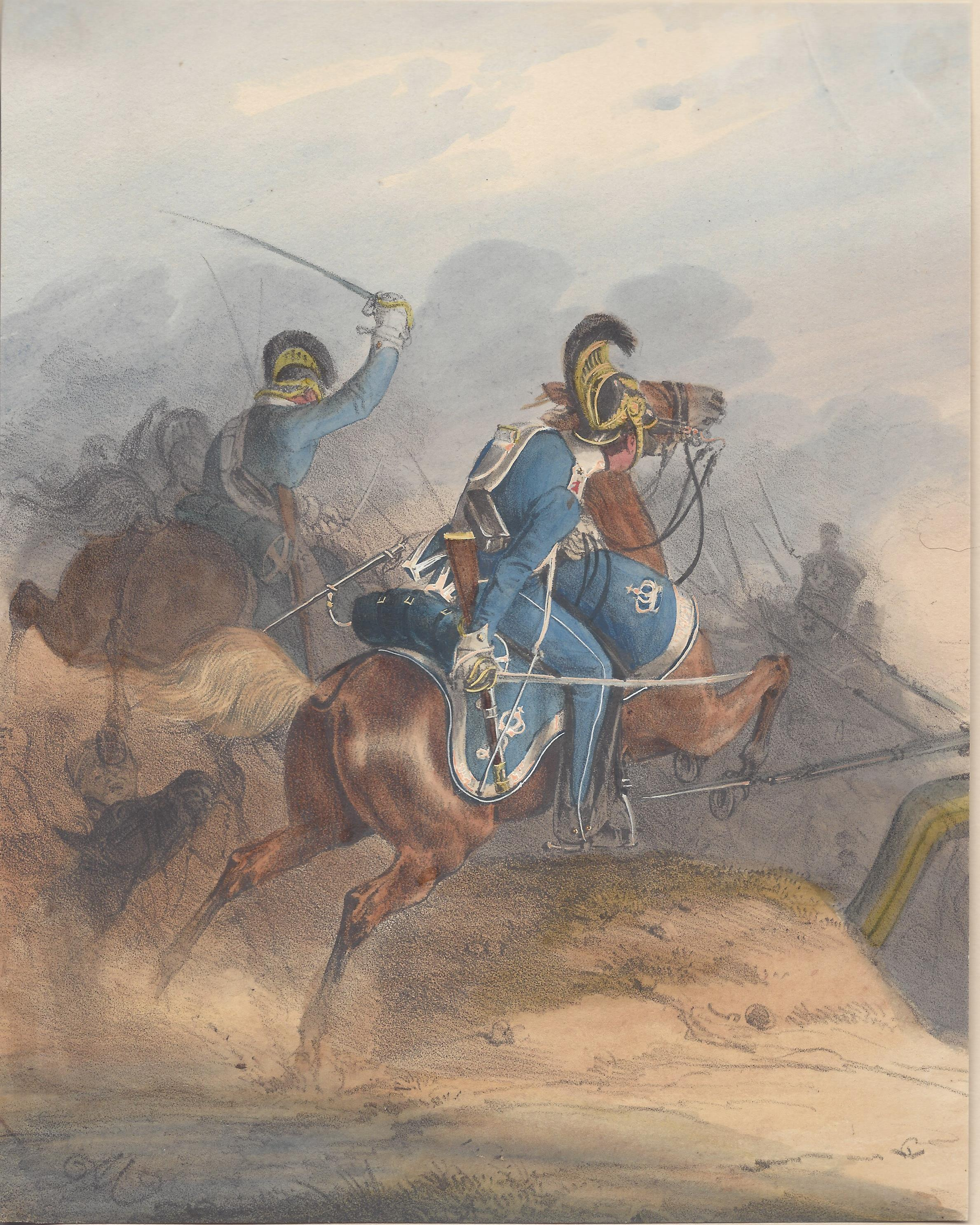
Великое герцогство Баден. 1-й драгунский полк